# جوهانس برينر
جوهانس برينر (16 يناير 1906 في إستونيا - 9 سبتمبر 1975 بتالين في إستونيا) هو لاعب كرة قدم إستوني في مركز الهجوم، شارك في الألعاب الأولمبية الصيفية 1924. وشارك مع منتخب إستونيا لكرة القدم. أما مع النوادي، فقد لعب مع Tallinna JK ‏ وJK Tallinna Kalev ‏.

## وصلات خارجية
- جوهانس برينر على موقع ناشيونال فوتبول تيمز (الإنجليزية)
- جوهانس برينر على موقع عالم كرة القدم.نت (الإنجليزية)
- جوهانس برينر على موقع أوليمبيديا (الإنجليزية)